# Suratá
Suratá es un municipio ubicado en el departamento de Santander, Colombia, a 1.740 metros de altura sobre el nivel del mar en su centro urbano. Se encuentra ubicado a 45 kilómetros de la capital del departamento, Bucaramanga, y sus coordenadas son 7° 22′ 01″ N 72° 59′ 14″ O.

## División Político-Administrativa
Además de su Cabecera municipal. Suratá tiene bajo su jurisdicción los centros poblados:

### Cachirí
Es un centro poblado que se encuentra ubicado a 30 km del municipio de Suratá. Se caracteriza por sus actividades económicas agrícolas y ganaderas en las que se destacan productos como: la leche, el queso, el tomate, la trucha, entre otros. Su población es de aproximadamente 900 habitantes y está conformado por 8 veredas. A mitad de año se celebran las ferias y fiestas en honor a su patrono San Isidro Labrador. Ete centro poblado fue reconocido en la época de la independencia por la batalla de Cachirí en 1816, sin embargo este hecho ha tenido diversas interpretaciones históricas a través de las generaciones por lo cual se encuentra bajo estudio por investigadores.

### Turbay

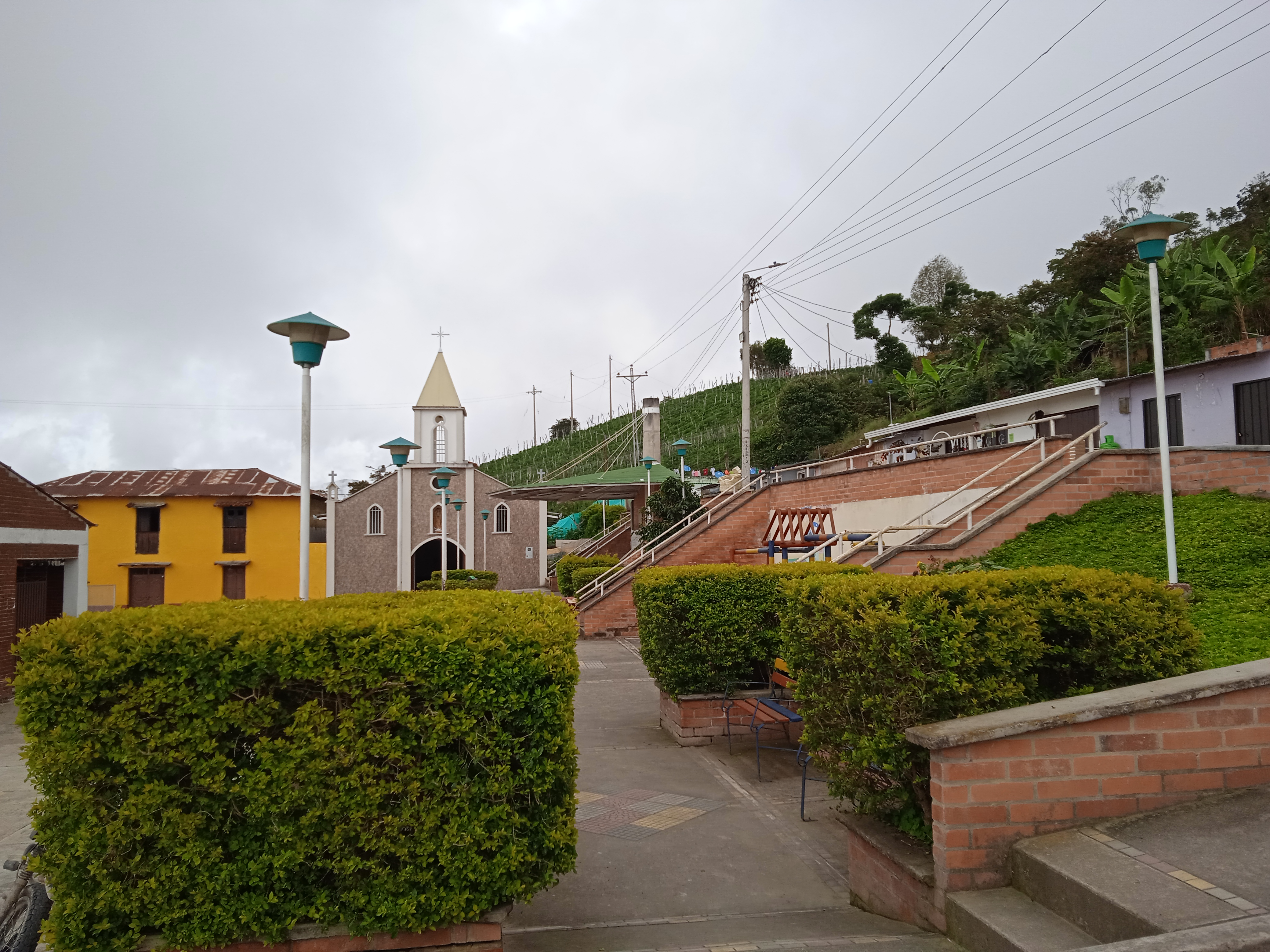
centro poblado Turbay

Ubicado en la parte norte del municipio Suratá, está conformado por siete veredas que son: Santa Rosa, Mesalla, El Centro, San Isidro, El Mineral, Las Abejas y Cartagena. Este centro poblado tiene dos vías de acceso que lo comunican con el municipio de El Playón, Rionegro, y la otra vía lo comunica con Suratá, Matanza, California, Vetas, Tona, Charta; por las dos vías se puede llegar a la ciudad de Bucaramanga. En este centro poblado se produce: arracacha, yuca, plátano, mora, curuba, panela, café, entre otros. También se celebran las ferias en honor a la Virgen de Guadalupe, en los días 12,13,14 y 15 de diciembre, por ser la patrona de este lugar.

## Educación
En el municipio se encuentran 3 instituciones educativas entre su área urbana y rural: 
● Colegio Integrado Camacho Carreño, en la cabecera municipal. 
● Instituto San Isidro de Cachirí, en Cachirí 
● Colegio Francisco San Juan, en Turbay
Francisco San Juan
Ubicado en el centro poblado Turbay. Fue fundado el 23 de noviembre de 1996, su primer rector fue el señor Antonio Villamizar, el cual compuso el himno del colegio. Este colegio lleva el nombre en honor del señor Francisco San Juan, el cual donó el terreno donde se construyó. En el año 2009 se graduó la primera promoción del colegio. Su rector actual es el Magíster John Alexander Rodríguez Gómez.